# 潮汐破壊現象
潮汐破壊現象（ちょうせきはかいげんしょう）、星潮汐破壊現象（ほしちょうせきはかいげんしょう） (英: tidal disruption event, TDE) または潮汐破壊フレア (tidal disruption flare) は、超大質量ブラックホール (SMBH) に星が十分に接近したことで、ブラックホールの潮汐力に引き千切られてスパゲッティ化する天文現象のことである。
破壊された星の質量の一部がブラックホール周囲の降着円盤に取り込まれた結果、円盤内の物質がブラックホールによって消費され、一時的に電磁放射のフレアが発生することがある。
初期の論文では、潮汐破壊現象は銀河核に隠れた大質量ブラックホールの活動の必然的結果であるとされていたが、後の理論物理学者たちは、恒星の破片の降着による爆発や放射線のフレアは、通常の銀河の中心に休眠状態にあるブラックホールが存在することを示す唯一の手がかりであるとしている。 

## 歴史
物理学者のジョン・ホイーラーは、回転しているブラックホールのエルゴ領域で星が崩壊すると、放出されたガスがいわゆる「歯磨き粉のチューブ効果 (tube of toothpaste effect)」によって相対論的速度まで加速されることを示唆した。
彼は、古典的ニュートン力学の潮汐破壊問題を相対論的に一般化したものを、シュヴァルツシルト・ブラックホールやカー・ブラックホールの近傍に適用することに成功した。
しかし、これら初期の研究は、非圧縮性の星モデルやロシュ半径にわずかに入り込んでいる星など、潮汐の振幅が小さい条件にのみ注意を向けていた。 
1976年、ケンブリッジ大学天文学研究所の天文学者ジュハン・フランクとマーティン・リースは、銀河や球状星団の中心にブラックホールが存在する可能性を探り、星がブラックホールに邪魔されて飲み込まれる臨界半径を定義し、特定の銀河でこのような現象の観測が可能であることを示唆した。しかし、当時このイギリスの研究者たちは、正確なモデルやシミュレーションを提案しなかった。 
この不確かな予測と理論的なツールの欠如は、1980年代初頭にTDEの概念を考案したパリ天文台のジャン=ピエール・ルミネとブランドン・カーターの好奇心を刺激した。彼らの最初の研究は、1982年にNature誌に、1983年にAstronomy＆Astrophysics誌に掲載された。彼らは、ルミネの表現を持ちいると「恒星パンケーキ・アウトブレイク (stellar pancake outbreak) 」モデルと呼ばれる、SMBHによって生成される潮汐場を記述するモデルに基づいて、活動銀河核 (AGN) の中心部の潮汐擾乱を記述することに成功し、その擾乱から生じる放射線の発生を「パンケーキ・デトネーション (pancake detonation) 」と呼んだ。後の1986年に、ルミネとカーターは、「スパゲッティ化」や「パンケーキ・フランベ (pancakes flambées) 」といった現象を発生させる10％ほどのケースだけでなく、TDEの全てのケースを網羅した分析をAstrophysical Journal Supplement誌に発表した。 
1996年、DLR/NASAの天文衛星ROSATが1990年に実施した全天X線サーベイのデータから、NGC 5905の活動銀河核で初めてTDEの候補天体が検出された。それ以来、十数個の候補が発見されており、中には未知の要因による紫外線や可視光領域での活動的な天体も含まれている。今日、既知のTDEとTDE候補は、ハーバード・スミソニアン天体物理学センター理論計算研究所の研究者James Guillochonが運営する「The Open TDE Catalog」にリストアップされており、1999年以来91個がエントリーされている。 

## 発見
NGC 5128やNGC 4438といったAGNや天の川銀河の中心部に位置するいて座A*など、大質量天体の恒星デブリ降着からの壮大な噴出が発見されたことにより、ついにルミネとカーターの理論は証明された。TDEの理論は、大質量ブラックホールの事象の地平面の中に吸収される直前に爆発した高光度超新星SN 2015L（ASASSN-15lh）についてもよく説明している。

## 新たな観測結果
2016年9月、中国安徽省合肥市にある中国科学技術大学のチームは、NASAの広視野赤外線探査機WISEのデータを用いて、既知のブラックホールで恒星の潮汐破壊現象を観測したと発表した。アメリカ メリーランド州ボルチモアにあるジョンズ・ホプキンス大学の別のチームは、さらに3つのイベントを検出した。いずれの場合も、死にかけた星が作り出した宇宙ジェットが紫外線やX線を放出し、それがブラックホールの周囲のダストに吸収されて、赤外線として放出されているのではないか、という仮説が立てられた。 この赤外線の放射が検出されただけでなく、ジェットが紫外線やX線を放射してからダストが赤外線を放出するまでの時間の遅れを利用して、星を食べ尽くすブラックホールの大きさを推定できるのではないかと結論付けた。 
2019年9月、NASAは、系外惑星探査衛星TESSによる観測データから、3億7500万光年離れた星ASASSN-19btのTDEを観測したと発表した。